# Vivre (chanson de Guy Bonnet)
Pour les articles homonymes, voir Vivre.
Chansons représentant la France au Concours Eurovision de la chanson
Humanahum
(1981) Autant d'amoureux que d'étoiles
(1984)
Vivre est une chanson composée et interprétée par le chanteur français Guy Bonnet avec la participation de Nat SUREL pour représenter la France au Concours Eurovision de la chanson 1983 qui se déroule à Munich, en Allemagne de l'Ouest.
Il s'agit de la deuxième apparition du chanteur au concours après sa participation en 1970 avec la chanson Marie-Blanche. Il est également compositeur et parolier de la chanson La Source chantée par Isabelle Aubret qui représente la France en 1968.

## Paroles et musique
Les paroles sont écrites par Fulbert Cant et la musique par Guy Bonnet.

## Concours Eurovision de la chanson
La chanson est intégralement interprétée en français, langue nationale, comme l'impose la règle entre 1976 et 1999. L'orchestre est dirigé par François Rauber.
Il s'agit de la deuxième apparition du chanteur au concours après sa participation en 1970 avec la chanson Marie-Blanche. Il est également l'un des paroliers et compositeur de la chanson La Source chantée par Isabelle Aubret qui représente la France en 1968.
Vivre est la première chanson interprétée lors de la soirée, avant Jahn Teigen qui représente la Norvège avec Do Re Mi (no). À l'issue du vote, elle obtient 56 points, se classant 8e sur 20 chansons,.

## Autre version
Guy Bonnet a également enregistré la chanson en provençal sous le titre de Vièure. C'est la première chanson française à être enregistrée également en langue provençale.